# 鈴木智子 (経営学者)
鈴木 智子（すずき さとこ、1977年11月17日 - ）は、日本の経営学者。一橋大学大学院経営管理研究科教授。ローソン取締役、スタンレー電気取締役。

## 人物・経歴
聖心女子大学文学部卒業。一橋大学大学院国際企業戦略研究科修士課程修了（MBA）。一橋大学大学院国際企業戦略研究科博士課程修了、博士（経営学）。専門は国際マーケティング。
1999年日本ロレアル入社。2006年ボストンコンサルティンググループ入社。2011年京都大学大学院経営管理研究部講師。2016年京都大学大学院経営管理研究部准教授。2017年一橋大学大学院国際企業戦略研究科准教授。
2018年一橋大学大学院経営管理研究科国際企業戦略専攻准教授。2020年ローソン取締役。2022年スタンレー電気取締役。2023年一橋大学大学院経営管理研究科国際企業戦略専攻教授。

## 著作
- 『イノベーションの普及における正当化とフレーミングの役割：「自分へのご褒美」消費の事例から』白桃書房 2013年